# Kasbah

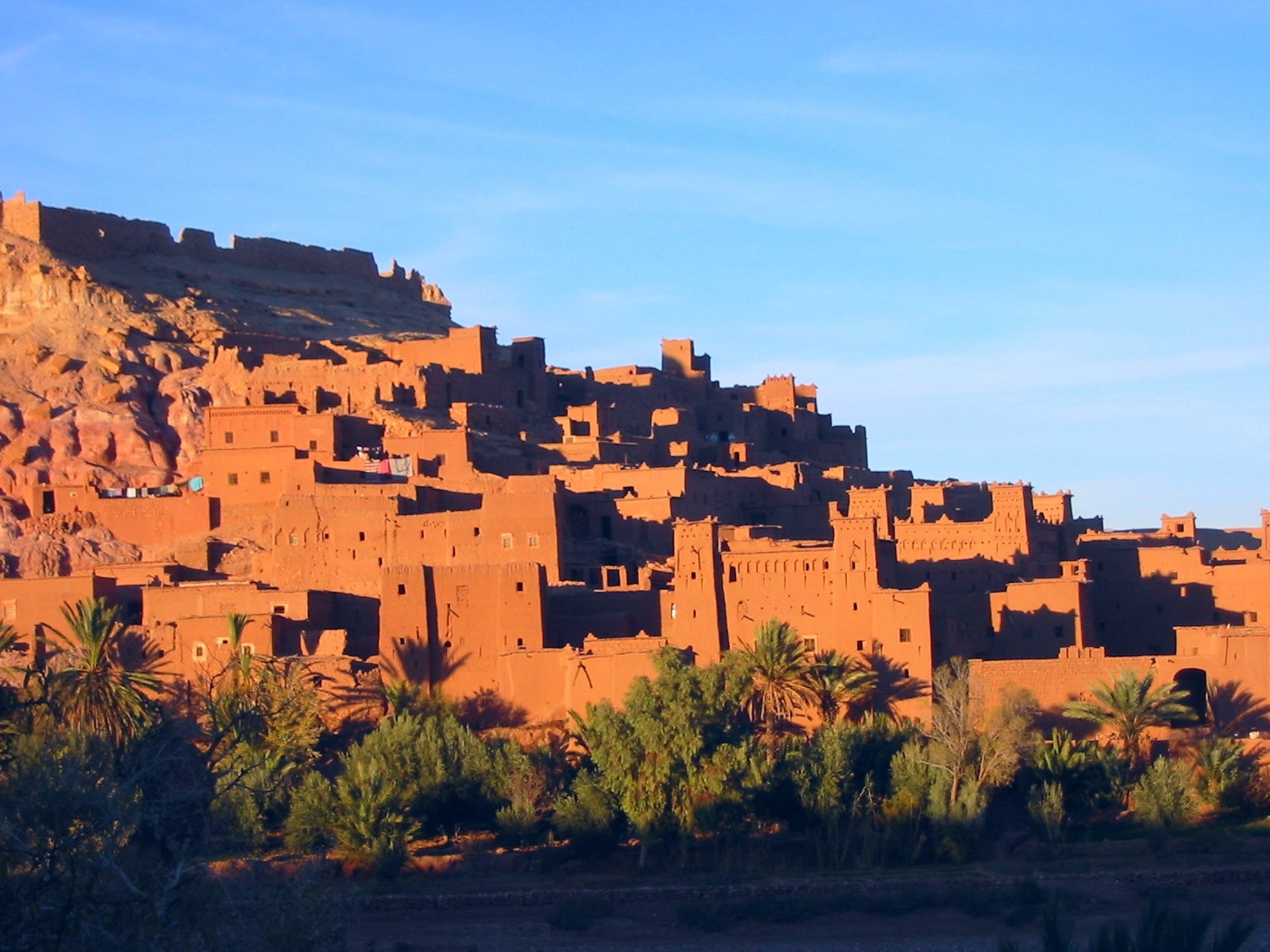
Den välbevarade Kasbahn i Aït Benhaddou, Marocko.

Kasbah (ar. القصبة) eller Qassabah är en särskild typ av medina, islamisk stad eller fort. Kasbahn var boplatsen för den lokala ledaren och fungerade även som försvar när staden angreps. En kasbah har höga murar som vanligtvis inte har några fönster. 

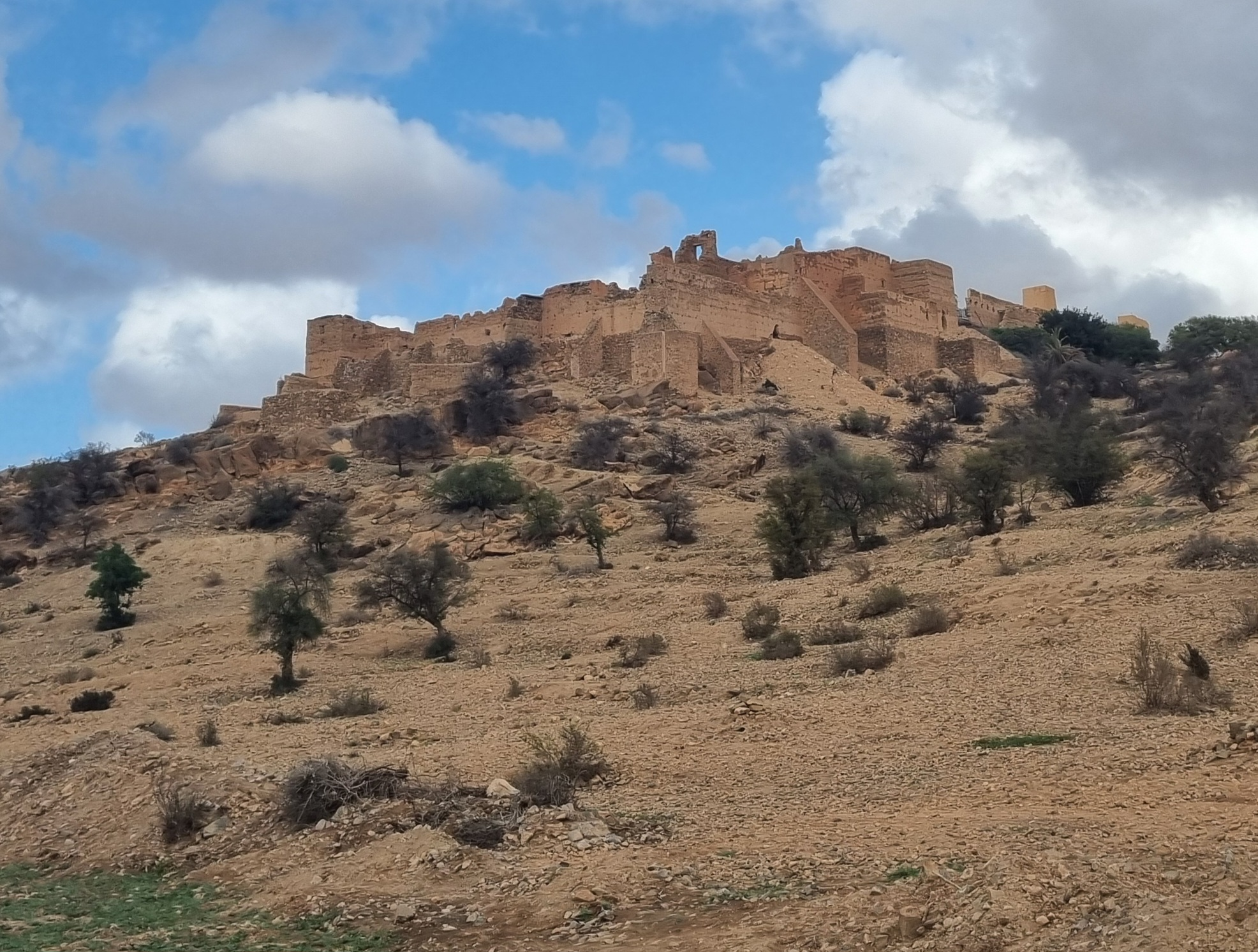
Kasbahn i Tiout i Marocko. Den är byggd på en höjd över en oas i Sahara.

Ibland byggdes de på en höjd för att göra dem enklare att försvara, och placerades ofta nära en hamn. Att få en kasbah byggd var ett tecken på välstånd och makt. Nästan alla städer hade en egen kasbah, byggnaden var ofta en nödvändighet för stadens överlevnad. När koloniseringen startade kring 1830 fanns många kasbahs i norra Algeriet som var äldre än 100 år.
Det spanska ordet alcazaba är en benämning på denna sorts byggnad i Andalusien eller i morernas Spanien.